# Auró argentat
L'auró argentat (Acer saccharinum) és una espècie d'arbre del gènere dels aurons, també conegut amb el nom comú erable argentat. Es troba distribuït des del sud-est del Canadà fins gran part dels Estats Units.
Fora del seu lloc d'origen se l'utilitza com a arbre d'alineació en jardineria (també a Barcelona).

## Descripció
L'auró argentat creix relativament de pressa. És un arbre de fulla caduca que normalment arriba a 15-25 m d'alt i excepcionalment a 35 m. Un arbre de 10 anys ja ateny els 8 metres d'alçada. Acostuma a créixer amb llocs a prop de l'aigua, tanmateix té alts requeriments de llum solar.

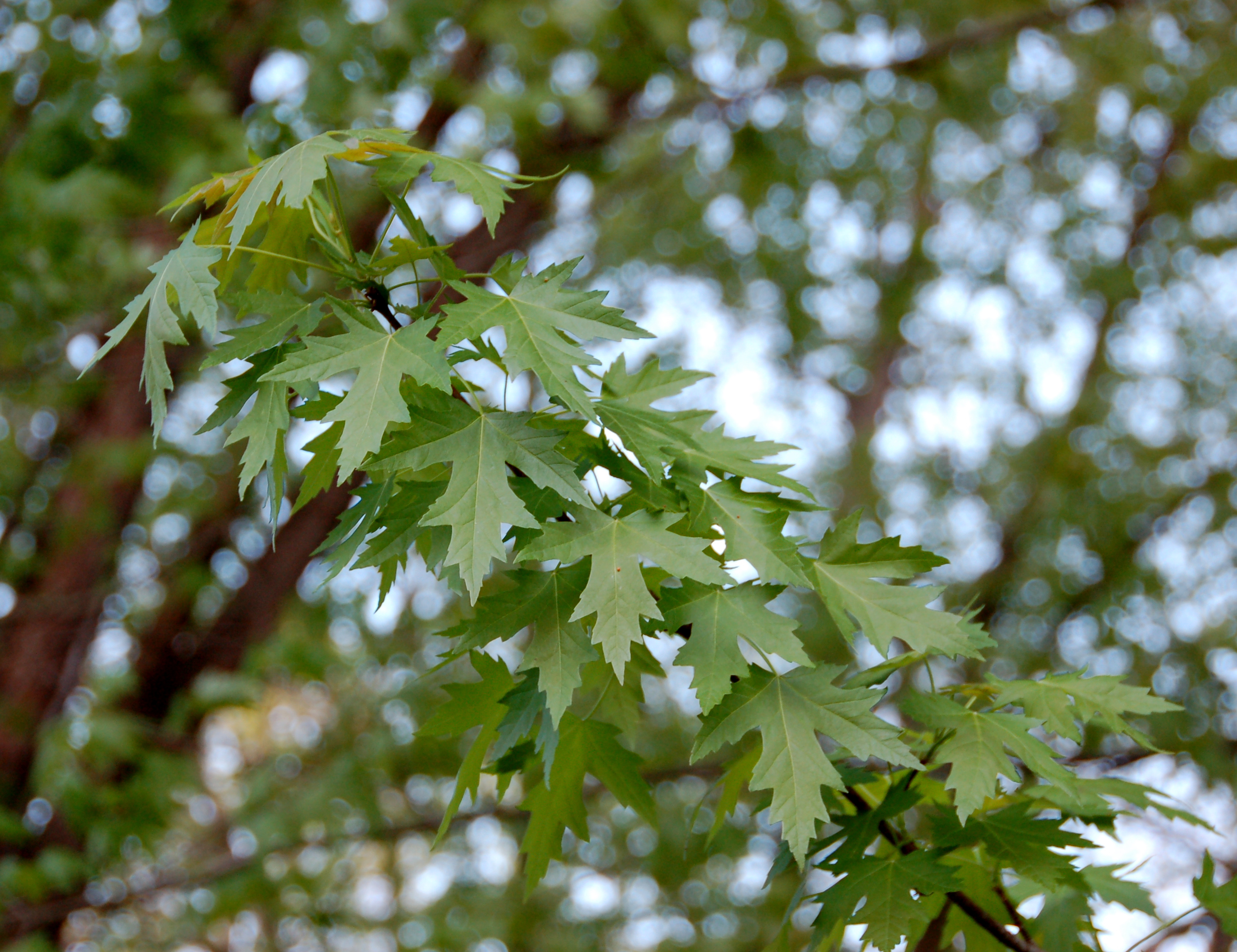
Fulles

Les fulles són palmades de 8-16 cm de llarg i 6-12 cm d'ample, amb angles entre els cinc lòbuls. Els colors de tardor són menys pronunciats que en altres aurons.
Les flors són menudes dins inflorescències en panícula, les llavors són pesants i també són transportades per l'aigua.
L'auró argentat es pot hibridar amb l'auró roig i formar l'Acer x freemanii.